# Gnathodentex aureolineatus
Gnathodentex aureolineatus is een straalvinnige vissensoort uit de familie van de straatvegers (Lethrinidae). De wetenschappelijke naam van de soort is voor het eerst geldig gepubliceerd in 1802 door Lacepède.